# Michele Anaclerio
Michele Anaclerio est un footballeur italien né le 15 mai 1982 à Bari.

## Clubs
- 2000-01 : AS Bari  Italie
- 2001-02 : Virtus Lanciano  Italie
- 2002-03 : Virtus Lanciano  Italie
- 2003-04 : AS Bari  Italie
- 2004-05 : AS Bari  Italie
- 2005-06 : AS Bari  Italie
- 2006-07 : Piacenza FC  Italie
- 2007-08 : Piacenza FC  Italie
- 2008-09 : Piacenza FC  Italie
- 2009-10 : Piacenza FC  Italie